# Росохи (Опольське воєводство)
Росохи (пол. Rosochy) — село в Польщі, у гміні Прашка Олеського повіту Опольського воєводства.
Населення — 211 осіб (2011).
У 1975-1998 роках село належало до Ченстоховського воєводства.

## Демографія
Демографічна структура станом на 31 березня 2011 року:
|          | Загалом | Допрацездатний вік | Працездатний вік | Постпрацездатний вік |
| -------- | ------- | ------------------ | ---------------- | -------------------- |
| Чоловіки | 108     | 21                 | 80               | 7                    |
| Жінки    | 103     | 18                 | 64               | 21                   |
| Разом    | 211     | 39                 | 144              | 28                   |